# Мисливський провулок (Київ)
Мисли́вський прову́лок — провулок у Голосіївському районі міста Києва, місцевість Корчувате. Пролягає від Столичного шосе до Віто-Литовського провулку.

## Історія
Провулок виник у 1-й половині XX століття, мав назву Охотський, іноді в україномовних джерелах зазначався під назвою Мисливський. 
Сучасна уточнена назва — з 2018 року.